# Kikivere
Kikivere – wieś w Estonii, w prowincji Tartu, w gminie Tartu.